# ادیوالدو مارتینز فونسکا
ادیوالدو مارتینز فونسکا (به پرتغالی: Edivaldo Martíns da Fonseca) مهاجم اهل برزیل است که در شهر Volta Redonda و در تاریخ ۱۳ آوریل ۱۹۶۲ به دنیا آمده‌است.
ادیوالدو مارتینز فونسکا در تیم‌های فوتبال اتلتیکو مینیرو، Taquaritinga، اتلتیکو مینیرو، سائوپائولو، Puebla، پالمیراس، گامبا اوساکا، Taquaritinga سابقهٔ حضور دارد.